# Серрильос (водохранилище)
Серрильос (исп. Cerrillos) — водохранилище, расположенное в баррио (районе) Марагуэс, Понсе, Пуэрто-Рико. Было создано в 1992 году инженерными войсками США. Объём воды — 59,1 млн м³. Площадь водосбора — 45,1 км².
Серрильос — главный источник питьевой воды для города Понсе.
В водохранилище водится множество видов рыб, доступных для ловли, например большеротый окунь, синежаберный солнечник, сом, тиляпии.

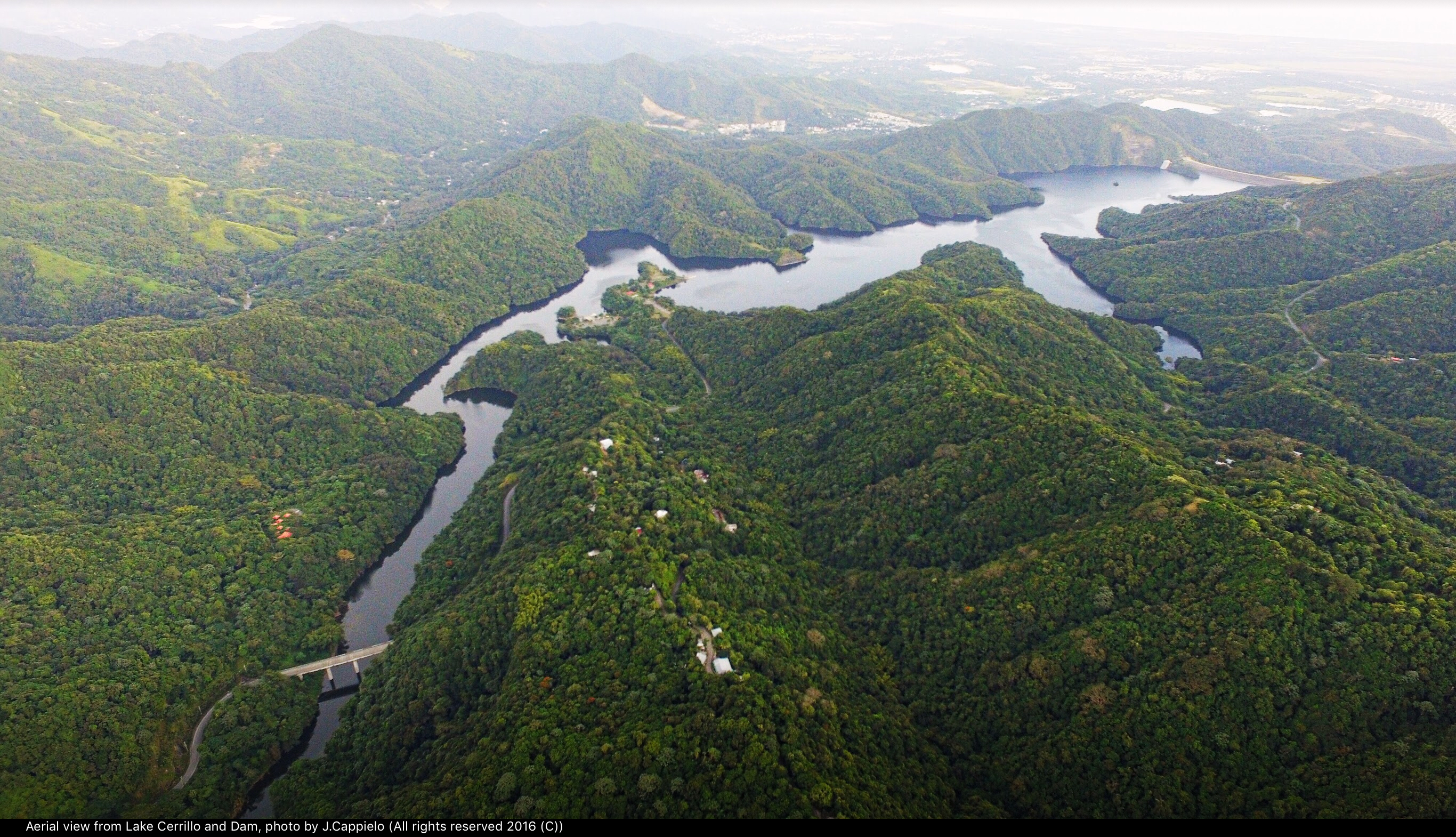
Aerial view from Cerrillos lake and dam located in Ponce, Puerto Rico

Во время игр Центральной Америки и Карибского бассейна 1993 года на нём проводились соревнования на каноэ. Там же проходили соревнования по каноэ в рамках игр Центральной Америки и Карибского бассейна 2010 года.